# Monte Cimone
Monte Cimone to szczyt w Apeninach Północnych, w prowincji Emilia-Romania, we Włoszech. Jest to najwyższy szczyt Apeninu Toskańskiego. U podnóży góry leżą miejscowości: Fiumalbo, Sestola, Fanano i Riolunato w prowincji Modena. We wnętrzu góry znajdują się obiekty wojskowe, dlatego też w czasie Zimnej Wojny wejście na szczyt było zabronione. Obecnie góra jest popularnym ośrodkiem narciarskim.